# Grändalssjön
Grändalssjön är en sjö i Tyresö kommun som ingår i Tyresåns sjösystem. Grändalssjöns vatten avbördas via en bäck till Albysjön. Sjön är måttligt näringsrik och har en fin vattenkvalitet, och är relativt lite påverkad av näringstillförsel. Sjön är drygt fem meter djup som mest och dess södra strand gränsar mot Tyresta nationalpark. Fastighetsägare till sjön är Stockholms stad och privat ägare (mars 2007).

## Delavrinningsområde
Grändalssjön ingår i delavrinningsområde (657232-163785) som SMHI kallar för Utloppet av Albysjön. Medelhöjden är 37 meter över havet och ytan är 15,67 kvadratkilometer. Räknas de 21 avrinningsområdena uppströms in blir den ackumulerade arean 236,88 kvadratkilometer. Avrinningsområdets utflöde Tyresån (Kålbrinksströmmen) mynnar i havet. Avrinningsområdet består mestadels av skog (50 procent). Avrinningsområdet har 0,85 kvadratkilometer vattenytor vilket ger det en sjöprocent på 5,2 procent. Bebyggelsen i området täcker en yta av 6,51 kvadratkilometer eller 40 procent av avrinningsområdet.